# Comuna Buhovețke, Bobrîneț
Buhovețke (în ucraineană Буховецьке) este o comună în raionul Bobrîneț, regiunea Kirovohrad, Ucraina, formată din satele Buhovețke (reședința) și Makoviivka.

## Demografie
Componența lingvistică a comunei Buhovețke
     Ucraineană (97,02%)
     Română (1,7%)
     Rusă (1,28%)
Conform recensământului din 2001, majoritatea populației comunei Buhovețke era vorbitoare de ucraineană (97,02%), existând în minoritate și vorbitori de română (1,7%) și rusă (1,28%).